# 费里耶尔 (滨海夏朗德省)
费里耶尔（法語：Ferrières，法語發音：[fɛʁjɛʁ] ⓘ）是法国滨海夏朗德省的一个市镇，属于拉罗谢尔区。

## 地理
费里耶尔（46°13'39"N, 0°51'37"W）面积7.59 平方千米，位于法国新阿基坦大区滨海夏朗德省，该省份为法国西部滨海省份，北起旺代省，西临大西洋，南至吉倫特省，东南接多爾多涅省，东北接德塞夫勒省接壤，东临夏朗德省。
与费里耶尔接壤的市镇（或旧市镇、城区）包括：伯农、库尔松、圣西尔迪多雷、圣让德利韦尔赛、圣索沃尔多尼斯。

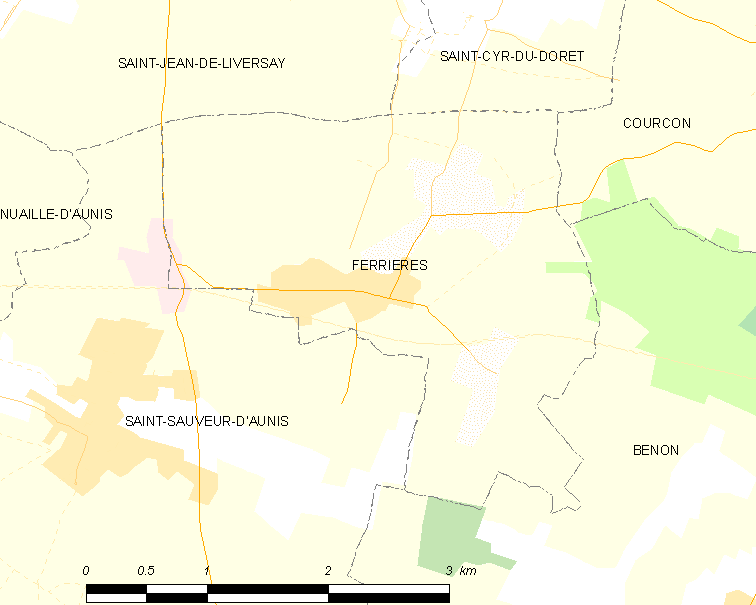
的OSM定位图

费里耶尔的时区为UTC+01:00、UTC+02:00（夏令时）。

## 行政
费里耶尔的邮政编码为17170，INSEE市镇编码为17158。

## 政治
费里耶尔所属的省级选区为马朗县。

## 人口

1962-2008年间人口变化图示

费里耶尔于2022年1月1日时的人口数量为1459人。